# Adriano (football, 1984)
Pour les articles homonymes, voir Adriano, Correia et Claro (homonymie).
Adriano Correia Claro, né le 26 octobre 1984 à Curitiba au Brésil, est un footballeur international brésilien. Il joue au poste d'arrière gauche ou de milieu gauche. Sa polyvalence lui permet aussi de jouer sur le flanc droit.

## Biographie

### Club

#### Début de carrière à Coritiba
Adriano Correia commence sa carrière au Coritiba FC, club dans lequel il débute comme professionnel à l'âge de 17 ans. En janvier 2005 il est recruté par le Séville FC pour jouer en première division espagnole.

#### Départ pour Séville FC
Avec le club andalou, il remporte deux Coupes de l'UEFA et deux Coupes d'Espagne. Il dispute plus de 200 matchs et inscrit 19 buts. Il obtient en parallèle la nationalité espagnole.

#### Direction, le Barça

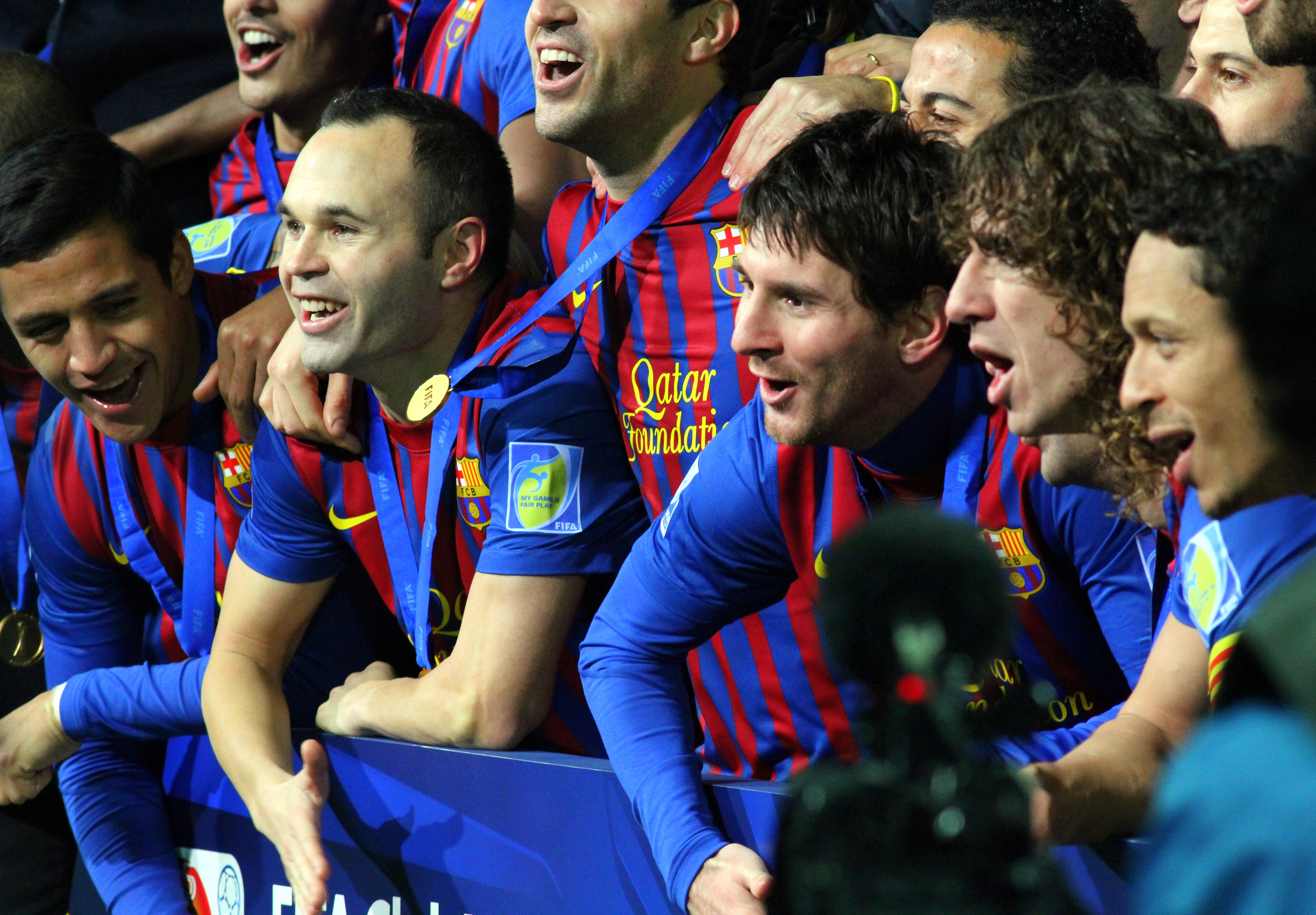
Le Barça célébrant la victoire de la Coupe du monde des clubs 2011

Après six saisons à Séville, Adriano signe pour 9,5 millions d'euros au FC Barcelone le 16 juillet 2010. Il devient ainsi la première recrue de l'ère Sandro Rosell, le nouveau président du FC Barcelone.
Adriano marque son premier but avec le Barça le 2 février 2011, lors de la demi-finale de la Copa del Rey, à Almeria. Le 14 décembre 2011, il inscrit deux buts lors de la demi-finale de Coupe du monde des clubs. En 2011, il remporte cinq titres avec le FC Barcelone dont la Ligue des champions, la Liga et la Coupe du monde des clubs.
Le 2 septembre 2012, Adriano donne la victoire au Barça face à Valence CF lors de la troisième journée de championnat en marquant un superbe but en pleine lucarne. Le 15 septembre 2012, Adriano fête son 200e match en Liga en marquant sur une passe décisive de Cesc Fàbregas contre Getafe CF, lors de la quatrième journée de championnat, rencontre qui se termine sur le score de 4 à 1 en faveur du FC Barcelone.
Le 7 octobre 2012, Adriano est titularisé face au Real Madrid au poste de défenseur central à la suite des blessures de Carles Puyol et Gerard Piqué. Adriano joue toute la rencontre et celle-ci se termine sur le résultat de 2 à 2.
Le 22 mai 2013, il prolonge son contrat avec Barcelone jusqu'en 2017.
Le 16 juillet 2014, les médecins décèlent en Adriano une anomalie cardiaque, celui-ci doit éviter les terrains entre 4 et 6 semaines. Mais ensuite Adriano reprend normalement l'entraînement et réalise une bonne saison.

#### En route pour le Besiktas
Le 29 juillet 2016, Adriano signe au Beşiktaş pour 1,7 million d'euros. Durant sa première saison avec le club turc, il remporte le championnat de Turquie en 2017.

### Sélection nationale
Il est sélectionné la première fois en équipe du Brésil en 2003 pour prendre part aux éliminatoires de la Copa América, Celle-ci est remportée par l'équipe du Brésil de football pour la septième fois de son histoire.
Il compte dix-sept sélections en équipe du Brésil, et aucun but au compteur.

## Palmarès

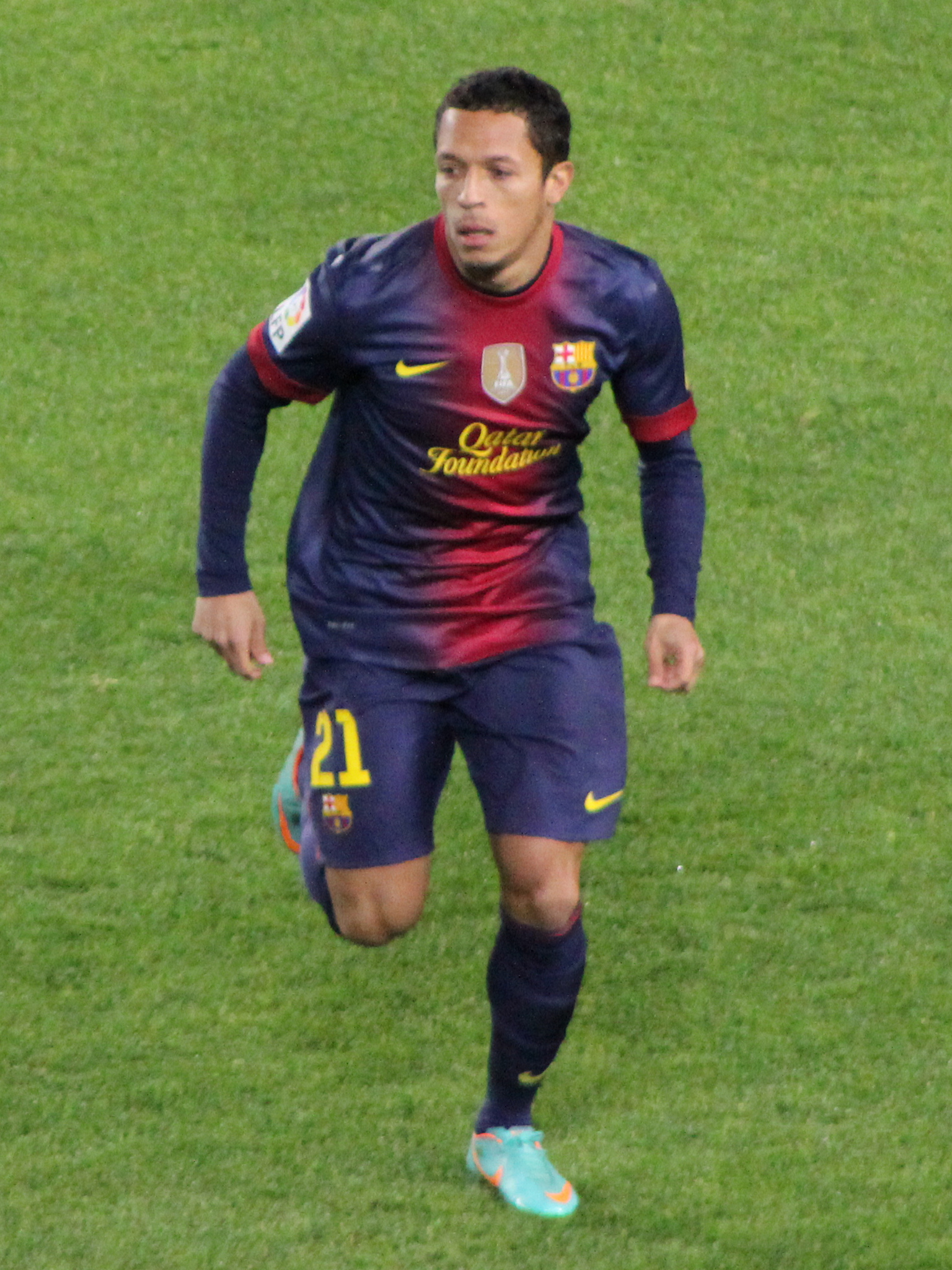
Adriano Correia en 2012.

### Club
Besiktas JK
- Championnat de Turquie
  - Champion en 2017

 FC Barcelone
- Championnat d'Espagne
  - Champion en 2011, 2013, 2015 et 2016
- Supercoupe d'Espagne
  - Vainqueur en 2010, 2011 et 2013
  - Finaliste en 2012
- Ligue des champions
  - Vainqueur en 2011 et 2015
- Supercoupe de l'UEFA
  - Vainqueur en 2011 et 2015
- Coupe du monde des clubs
  - Vainqueur en 2011 et  2015
- Coupe du Roi
  - Vainqueur en 2012, 2015 et 2016
  - Finaliste en 2011 et 2014

 Séville FC
- Coupe de l'UEFA
  - Vainqueur en 2006 et 2007
- Supercoupe de l'UEFA
  - Vainqueur en 2006
- Coupe du Roi
  - Vainqueur en 2007 et 2010

 Coritiba FC
- Championnat de l’État du Paraná
  - Champion en 2003 et 2004

### Sélection nationale
Brésil
- Copa América
  - Vainqueur en 2004
- Gold Cup
  - Finaliste en 2003
- Coupe du monde des moins de 20 ans
  - Vainqueur en 2003